# Janez Vajkard Valvasor

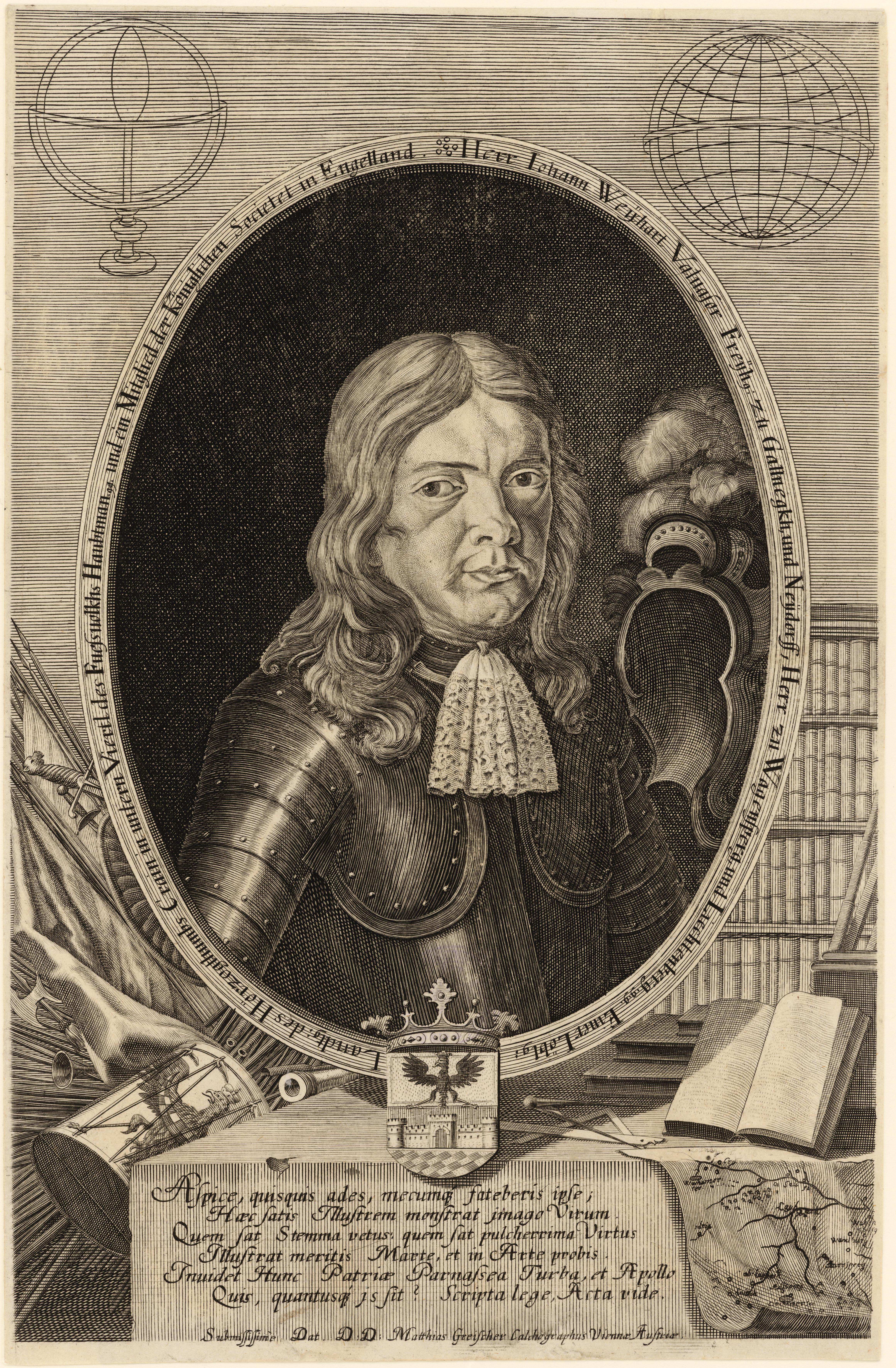
Janez Vajkard Valvasor

Janez Vajkard Valvasor, Freiherr zu Gallenegg und Neudorff, Herr zu Wagensperg und Liechtenberg (ur. w maju 1641 w Lublanie, zm. 19 września 1693 w Krško) – słoweński polihistor, przyrodnik, historyk, członek Royal Society. Jako jeden z pierwszych badał procesy krasowe. Pozostawił m.in. dzieło Die Ehre deß Hertzogthums Crain, poświęcone historii naturalnej Księstwa Krainy.

## Życie
Janez Vajkard Valvasor urodził się na Starem trgu w Lublanie. Jego rodzicami byli Ana Marija Ravbar oraz Jernej Valvasor, który był członkiem komitetu regionalnego.
Valvasor ukończył gimnazjum jezuickie w Lublanie. O jego wykształceniu i bogactwie świadczy gigantyczna biblioteka, w której trzymał wszystkie swoje dzieła oraz prace. Zbierał instrumenty, stare pieniądze oraz posiadał inne zainteresowania. W swoich pracach usiłował pisać obiektywnie.
Pogłębiał swoją wiedzę oraz nabierał doświadczenia podczas licznych podróży za granicę (Niemcy, południowa Afryka, Francja, Szwajcaria). W latach 1663–1664 służył w wojsku. Brał udział w wojnie przeciwko Osmanom. W roku 1672 powrócił do Słowenii. Następnie zakupił dwa zamki Bogenšperk i Črni potok oraz zniszczony zamek Lichtenberg i dom w Lublanie. Valvasor wydał fortunę na pisanie oraz publikowanie książek, do tego stopnia, iż pod koniec życia był zmuszony do sprzedaży swoich posiadłości.
W roku 1692 pozostał bez większości swoich posiadłości. W roku, w którym zakupił zamki ożenił się z trzynastoletnią Ano Rozino Garffenweger z którą miał dziewięcioro dzieci. Piątka z nich zmarła dość szybko. Natomiast jego żona zmarła podczas porodu w 1687 roku. W trzy miesiące po śmierci żony, Valvasor poślubił baronową Ano Maksimilo Zetschker z Vrhovega. Z nią miał czworo dzieci. W roku 1693, kiedy ochrzczony został jego ostatni syn, Valvasor zmarł w wieku 52 lat na Krškem.

## Polihistor
Valvasor był wszechstronnie utalentowany. Jego praca nie opierała się na znajomości jednej dziedziny naukowej, ale na ich większej ilości. Chociaż z zawodu był żołnierzem to większość swojego życia poświęcił nauce oraz kolekcjonerstwu. Pozostawił po sobie obszerny dorobek naukowy. Valvasor był jednym z pierwszych kartografów w Słowenii.
Valvasor, dzięki swojemu udziałowi w wielu dziedzinach naukowych oraz jako jedna z kluczowych postaci historii słoweńskiej przedstawiony został na słoweńskim banknocie 20 SIT(tolar).

## Slava vojvodine Kranjske
Slava vojvodine Kranjske (niem. Die Ehre des Herzogthums Crain) wydana została w Norymberdze w roku 1689. Napisana została w języku niemieckim, aby mogła być zrozumiała dla większego grona odbiorców. Poprzez swoje dzieło Valvasor chciał przedstawić swoją ojczyznę obcokrajowcom. Slava vojvodine Kranjske to bardzo obszerna książka. W sumie posiada 15 rozdziałów. Ma 3532 strony. Zaopatrzona jest 528 grafikami, których autorem jest sam Valvasor, nazywany mistrzem rysunku. Na jej kartach pojawiła się m.in. pierwsza w historii pisana wzmianka o odmieńcu jaskiniowym.